# سنت وینسنت (موسیقی‌دان)
آنی ارین کلارک (انگلیسی: Annie Erin Clark، زادهٔ ۲۸ سپتامبر ۱۹۸۲) با نام حرفه‌ای سنت وینسنت (انگلیسی: St. Vincent)، موسیقی‌دان، خواننده، ترانه‌سرا و آهنگ‌ساز اهل ایالات متحده آمریکا است. وی از سال ۲۰۰۳ میلادی تاکنون مشغول فعالیت است.
پس از سه سال تحصیل در کالج موسیقی برکلی، کلارک فعالیتش را در موسیقی به عنوان عضوی از گروه پلی‌فونیک اسپری آغاز کرد. او همچنین در گروه تور سوفیان استیونز نیز عضو بود تا اینکه گروه خود را در سال ۲۰۰۶ تشکیل داد. آلبوم‌های او به ترتیب انتشار عبارتند از با من ازدواج کن (۲۰۰۷)، بازیگر (۲۰۰۹)، بخشش عجیب (۲۰۱۱)، سنت وینسنت (۲۰۱۴)، اغوای جمعی (۲۰۱۷)، بابا خانه است (۲۰۲۱) و همه جیغ‌زنان زاده شدیم (۲۰۲۴).
آلبوم‌های وی همواره با نظرات مثبت منتقدین همراه بوده‌اند. مجلات متعددی آلبوم سنت وینسنت را به عنوان برترین آلبوم سال ۲۰۱۴ معرفی کردند و کلارک به خاطر این آلبوم جایزهٔ بهترین آلبوم آلترناتیو گرمی را برنده شد. تک‌آهنگ «تربیت جمعی» از آلبوم او به همین نام، جایزهٔ بهترین آهنگ راک را در گرمی ۲۰۱۹ برنده شد. او در گرمی ۲۰۲۱ هم جایزهٔ بهترین آلبوم آلترناتیو را برای آلبوم بابا خانه است به دست آورد.